# Station Aubagne
Station Aubagne is een spoorwegstation in de Franse gemeente Aubagne.